# Fabian Schmitt
Fabian Bernhard Schmitt (15 giugno 1992) è un lottatore tedesco, specializzato nella lotta greco-romana. Ha vinto la medaglia di bronzo agli europei di Bucarest 2019 nel torneo dei -55 chilogrammi.

## Palmarès
- Europei

Bucarest 2019: bronzo nei -55 kg.;